# Раяла, Май-Лис
Май-Лис Раяла (фин. Maj-Lis Rajala; 26 апреля 1930, Тампере, Финляндия) — прима-балерина Финского национального балета, киноактриса, хореограф, преподаватель.

## Биография
Родилась 26 апреля 1930 года в Тампере, в Финляндии.
В 1939 году была зачислена в балетную школу, где занималась у Александра Сакселина, а в 1948 году была приглашена в труппу Финского национального балета, где в 1952 году стала солисткой, а с 1956 по 1971 годы — прима-балериной.
В 1967 году стала преподавать в балетной школе Финского национального балета, а с 1977 по 1982 году — балетмейстером Хельсинкского городского театра. С 1979 по 1982 годы — старший педагог, а с 1982 года — ректор балетной школы.
В 1967 году была награждена высшей государственной наградой Финляндии для деятелей искусства — медалью «Pro Finlandia».

## Семья
- Первый муж — Нильс Ринкама[фин.] (1920—1961), финский актёр
- Второй муж — Мартти Валтонен. В браке с 1962 года.

## Фильмография
- 1954 — Pessi ja Illusia (Ristilukki)
- 1960 — George Sandin salongissa (TV)
- 1961 — Toivelauluja
- 1962 — Pikku pyhimys (TV)
- 1964 — Pan tulee kaupunkiin (1964) (TV)
- 1990 — Suomalaisen baletin vaiheita